# Курбанов, Мурад
Мурад Курбанов (25 августа 1914 — 15 января 1997) — участник Великой Отечественной войны, командир отделения пулемётной роты 156-го стрелкового полка (16-я Литовская стрелковая дивизия, 2-я гвардейская армия, 1-й Прибалтийский фронт) старший сержант. кавалер ордена Славы трёх степеней.

## Биография
Родился 5 мая 1912 года в селе Киштиван, (ныне в составе города Туркменабад Сердарабатского этрапа Лебапского велаята Туркмении) в советское время - Чарджоуского района Чарджоуской области Туркменской ССР, в крестьянской семье. Туркмен. В 1930 году окончил 5 классов. Работал в колхозе.

### В РККА
В 1933—1935 годах проходил срочную службу в Красной армии, окончил полковую школу. После увольнения в запас вернулся на родину. Работал рулевым теплохода Амударьинского государственного пароходства.

### На фронте
В декабре 1941 года был вновь призван в армию Чарджоуским райвоенкоматом. На фронте в Великую Отечественную войну с сентября 1942 года. В ноябре 1942 года в боях под Сталинградом был ранен, после госпиталя вернулся на фронт.
К лету 1943 года сержант Курбанов воевал командиром отделения пулемётной роты 156-го стрелкового полка 16-й Литовской стрелковой дивизии. В боях на Курской дуге заслужил первую боевую награду.
10 августа 1943 года у села Сосково (Сосковский район Орловской области), при отражении контратаки пехоты и танков противника, вышел вперёд со своим пулемётом. Заняв выгодную огневую позицию, открыл уничтожающий огонь по врагу. Контратака был отбита. За этот бой сержант Курбанов был представлен к награждению орденом Красной Звезды, награждён медалью «За отвагу».
Затем дивизия была включена в состав 4-й ударной армии Калининского фронта (с октября 1943 года - 1-го Прибалтийского) и участвовала в оборонительных и наступательных боях в Белоруссии, на витебско-полоцком направлении.

### Подвиг
20 декабря 1943 года в ходе боёв у деревне Ковалёвцы (Городокский район Витебской области Белоруссии) сержант Курбанов огнём из пулемёта подавил огневую точку противника со станковым пулемётом и сразил до 15 гитлеровцев, чем обеспечил продвижение стрелковых подразделений. Был представлен к награждению орденом Красной Звезды. Приказом по частям 16-й стрелковой дивизии от 2 января 1944 года (№73/н) сержант Курбанов Мурат награждён орденом Славы 3-й степени.
5 июля 1944 года в бою у деревни Юровичи (Полоцкий район Витебской области Белоруссии) старший сержант Курбанов, ведя наблюдение, обнаружил группу противника, минирующую пути подхода к своим траншеям. Скрытно подкрался к гитлеровцам и внезапным огнём из автомата сразил до 10 сапёров, а остальных заставил отойти в траншею.
Приказом по войскам 4-й Ударной армии от 15 июля 1944 года №363 старший сержант Курбанов Мурат награждён орденом Славы 2-й степени.
После освобождения города Полоцк дивизия, пройдя форсированным маршем более 500 км вступила на уже освобождённую территорию Литвы и сосредоточилась у города Шяуляй. В октябре 1944 года участвовала в Мемельской наступательной операции.
11 октября 1944 года при отражении контратаки на шоссе в районе населённого пункта Мэдельвальд (14 км юго-восточнее Шиббена, ныне город Шилуте, Литва) старший сержант Курбанов, первым заметил контратакующие цепи противника и сразу же направил огонь своего пулемёта на врага. Позицию пулемётчика атаковали до 50 гитлеровцев, оставшись один из расчёта, он продолжал вести безжалостный огонь, уничтожив до 30 вражеских солдат. Был тяжело ранен в руку, но после этого не прекратил огонь, пока не кончились патроны. Продолжал отбиваться от подошедшего вплотную врага гранатами, затем огнём из автомата, взятого у погибшего товарища. Уничтожил еще около 10 гитлеровцев. Только после того, как атака был отбита, ушёл в медсанбат.
За этот бой командиром полка был представлен к присвоению звания Герой Советского Союза. Наградной лист подписал командир дивизии командующей армией, но командующий войсками 2-го Прибалтийского фронта в январе 1945 года понизил статус награды на орден Славы 1-й степени.
Указом Президиума Верховного Совета СССР  от 24 марта 1945 года старший сержант Курбанов Мурат награждён орденом Славы 1-й степени. Стал полным кавалером ордена Славы.

### После войны
После ранения в свою часть, видимо, не вернулся. Орден долгое время оставался не вручённым. В декабре 1945 года был демобилизован.
Вернулся на родину. Работал в республиканском РСУ в городе Чарджоу, грузчиком в Чарджоуском хлопковом заводе. Только в 1956 году ветерану был вручена последняя боевая награда - орден Славы 1-й степени.
Жил в городе Чарджоу, ныне - Туркменабад. Удостоен звания «Почётный гражданин города Чарджоу». Скончался 15 января 1997 года. Похоронен на кладбище Ходжакулмыш баба, Чарджевский этрап.

## Награды
- орден Отечественной войны I степени (11.03.1985)[4]
- Орден Славы I степени (24.03.1945)[2]/[3]>
- Орден Славы II степени (15.07.1944)[5]
- Орден Славы III степени (02.01.1945)[6]
- Медаль «За отвагу» (СССР)(15.08.1943)[7]
- Медаль «За оборону Сталинграда»
- Медаль «В ознаменование 100-летия со дня рождения Владимира Ильича Ленина» (6 апреля 1970)
- Медаль «За победу над Германией в Великой Отечественной войне 1941—1945 гг.» (9 мая 1945[8])
- Юбилейная медаль «Двадцать лет Победы в Великой Отечественной войне 1941—1945 гг.» (7 мая 1965[9])
- Юбилейная медаль «Тридцать лет Победы в Великой Отечественной войне 1941—1945 гг.»[10]
- Медаль «Сорок лет Победы в Великой Отечественной войне 1941-1945 гг.»[11]
- Медаль «Ветеран труда»
- Медаль «30 лет Советской Армии и Флота».[12]
- Юбилейная медаль «40 лет Вооружённых Сил СССР»[13]
- Юбилейная медаль «50 лет Вооружённых Сил СССР» (26 декабря 1967[14])
- Юбилейная медаль «60 лет Вооружённых Сил СССР» (28 января 1978[15])
- Юбилейная медаль «70 лет Вооружённых Сил СССР» (28 января 1988[16])

- Знак МО СССР «25 лет Победы в Великой Отечественной войне» (24 апреля 1970[1])

## Память
- На могиле установлен надгробный памятник
- Его именем названа улица в городе Туркменабад.